# Melones
Melones (ou, Robinsons Ferry et Robinson's) est une ancienne colonie du comté de Calaveras en Californie qui a été  submergé par le réservoir New Melones Lake. La colonie s'était établie en 1848 sur le lieu d'embarcation du ferry.
Le premier bureau de poste a ouvert en 1879, et c'est en 1902 que la colonie est baptisée Melones après avoir été appelée Robinson's Ferry et Robinson's (le nom de la compagnie du Ferry). En 1942 la Poste ferme.